# Intonation (Sprachwissenschaft)

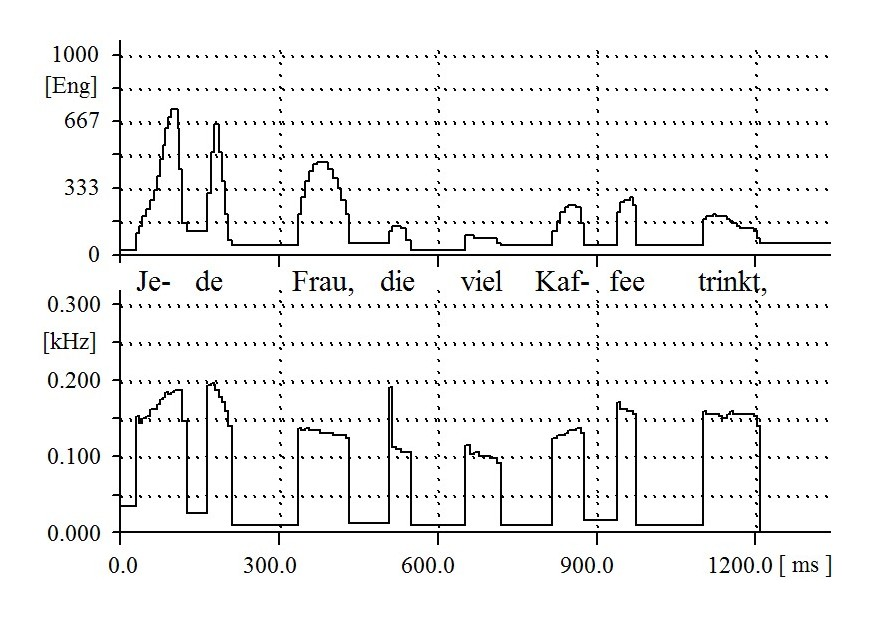
Intonation eines restriktiven Relativsatzes

Intonation beschreibt in der Linguistik verschiedene Merkmale der Prosodie. In der Phonetik versteht man unter Intonation den Tonverlauf (das heißt den wahrgenommenen zeitlichen Verlauf der Tonhöhe) innerhalb eines Wortes (Wortmelodie), eines Satzes (Satzmelodie) oder eines vollzogenen Sprechakts (im Sinne einer Sprachmelodie).

## Abgrenzung nach Fokus
Spricht man von Sprachmelodie, so wird der Fokus auf die Intonation als sprachliche Eigenschaft gelegt. Spricht man von Satzmelodie, so ist der Tonhöhenverlauf eines Satzes als Dialogabschnitt gemeint. Die Stimmführung betont, dass Menschen die prosodischen Eigenschaften der Sprache bewusst steuern können.

## Sprachwissenschaftliche Definition
Im Lexikon der Sprachwissenschaften definiert Hadumod Bußmann die Intonation folgendermaßen:
Intonation (von lateinisch intonare ‚anstimmen‘, zu lat. tonare ‚donnern‘)
1. Im weiteren Sinne: Gesamtheit der prosodischen Eigenschaften lautsprachlicher Äußerungen (Silben, Wörter, Phrasen), die nicht an einen Einzellaut gebunden sind (diese Definition ist ähnlich zur Definition von Prosodie). Die Intonation beruht auf dem Zusammenwirken von:
- Akzent (auch: Betonung) durch erhöhten Druck (Schallintensität bzw. Lautheit) auf einer Silbe.
- Tonhöhenverlauf
- Pausengliederung, die jedoch kaum unabhängig von Akzent und Tonhöhenverlauf zu erfassen ist.

Diese Definition zeigt das häufig synchrone Auftreten prosodischer Eigenschaften der Sprache.
2. Im engeren Sinne (besonders in der Slawistik): auf morphologisch definierten Einheiten (Silben, Wörter) bezogene Phänomene des Tonhöhenverlaufs.

## Mikroprosodie und Makroprosodie
In der Phonetik wird oft die Unterscheidung von Makro- und Mikroprosodie getroffen. Dabei werden unter Mikroprosodie Änderungen im Grundfrequenzverlauf verstanden, die der Sprecher nicht willentlich kontrolliert. Solche Änderungen können etwa auf die Anatomie des Vokaltraktes zurückzuführen sein; so ist etwa bekannt, dass unterschiedliche Vokale in Abhängigkeit von der sie jeweils hervorbringenden artikulatorischen Konfiguration eine intrinsische Tonhöhe haben.
Unter Makroprosodie werden Änderungen im Grundfrequenzverlauf verstanden, die der Sprecher kontrollieren und so mehr oder weniger bewusst produzieren kann. Solche Änderungen sind linguistisch von größerer Bedeutung. Viele Ansätze in der Intonationsforschung – etwa das von Johan 't Hart et al. entwickelte IPO-Modell oder das von Janet Pierrehumbert entwickelte Tonsequenzmodell – gehen von einer endlichen Menge an intonatorischen Strukturen innerhalb einer Sprache aus, vergleichbar den Phonemen, die ebenfalls vom Sprecher gewissen Regeln folgend eingesetzt werden.
Im Bezug auf eine Untersuchung der Bedeutung von Intonationskonturen – wie etwa eine mögliche Unterscheidung von „Fragekonturen“, „Rufkonturen“ und Vergleichbarem – ist die Beschäftigung mit der Makroprosodie von primärer Bedeutung.

## Intonationsarten
Grundsätzlich lassen sich verschiedene Ausprägungen von Intonationsverläufen feststellen: global fallend, steigend, gleichbleibend, fallend-steigend und steigend-fallend. „Steigende Intonation“ heißt, dass die Tonhöhe der Stimme steigt, „fallende Intonation“ heißt, dass sie sinkt. In vielen europäischen Sprachen geht die fallende Intonation mit dem Ende der Redeeinheit einher, währenddessen steigende Intonation etwa Unabgeschlossenes (Fragen, Rückversicherung etc.) oder auch erhöhte Relevanz signalisiert. Neben der Höhe des Tons kann insbesondere auch dessen Länge wichtig sein. Die Tondauern einer Sprache werden als Chroneme klassifiziert.

## Funktion der Intonation
Manche Sprachen verwenden die Intonation syntaktisch, zum Beispiel, um Überraschung oder Ironie auszudrücken und um Frage- und Antwortsätze voneinander zu unterscheiden. Zu diesen Sprachen gehören Deutsch und Englisch („Ach, wirklich?“). In anderen Sprachen verändert die Änderung der Tonhöhe die Bedeutung einzelner Wörter oder Sätze.
Sprachen, in denen man Silben nach der Tonhöhe unterscheidet, nennt man Tonsprachen. Dabei wird zwischen Sprachen unterschieden, bei denen der Grundfrequenzverlauf auf der Silbe von Bedeutung ist, den sogenannten Konturtonsprachen und den Sprachen, bei denen lediglich eine von mehreren Tonhöhen ausschlaggebend ist, den sogenannten Registertonsprachen. Zu den ersteren gehören zum Beispiel Chinesisch, Lao und Thai. Als Beispiel für die letzteren wird Hausa genannt. Eine Zwischenposition zwischen Tonsprachen und Druckakzentsprachen nehmen Sprachen mit einem dynamisch-melodischen Akzent ein, wie zum Beispiel Schwedisch, Serbokroatisch oder auch die  Ripuarischen Dialekte des Deutschen und Limburgisch. In manchen Sprachen, wie etwa in den westafrikanischen Sprachen Twi und Bini, hat die Tonhöhe keine lexikalische, sondern eine grammatische Funktion. In diesen Sprachen zeigen hohe und tiefe Töne Unterschiede im Tempus an.

## Deklination
Unter Deklination versteht man in einem intonatorischen Kontext den grundsätzlichen Abfall der Grundfrequenz.
Die Intonation ist durch eine Bewegung der Grundfrequenz zwischen oberer und unterer Grenzfrequenz gekennzeichnet. Für die Phonation ist jedoch ein entsprechender subglottaler Druck notwendig. Da bei ununterbrochenem Sprechen dauerhaft ausgeatmet wird, nimmt der subglottale Druck mit der Zeit ab. Daher fallen die beiden Grenzfrequenzen mit steigender Redezeit ab.

## Linguistische Modelle der Intonation
Intonation kann auf verschiedene Weise modelliert werden. Dabei werden phonologische Phänomene beschrieben, welche in der Grundfrequenzkontur (dem Pendant zum Tonhöhenverlauf in der Signalverarbeitung) eines Sprachmusters zu finden sind. Modelliert werden meistens Akzente (Gipfel und Täler), Grenzsteigungen und Intonationsrücksetzungen (Pitch Resets). Akzente können auf Silben-, Wort-, Phrasen- und Satzebene beschrieben werden. Zudem werden in einigen Modellen auch andere prosodische Eigenschaften wie Pausendauern und Sprechgeschwindigkeiten berücksichtigt.
Beispiele von Intonationsmodellen:
- Das Ton-Sequenz-Modell (autosegmental-metrisches Modell der Intonation) nach Janet Pierrehumbert (1980)[7]
  - ToBI (Grundgerüst für einzelsprachliche Ausarbeitungen wie etwa German Tones and Break Indices für die Aussprache des Standarddeutschen)
- Das Kieler Intonationsmodell (KIM), Christian-Albrechts-Universität, Institut für Phonetik und digitale Sprachverarbeitung, Klaus J. Kohler (1991)[8]
- Das Modell nach Hiroya Fujisaki et al. (1979)[9][10]
- Das Rise/Fall/Connection Model nach Paul A. Taylor (RFC-Modell, 1994)[11]

## Einzelbelege
1. ↑  Lexikon der Sprachwissenschaft. 1. Auflage. Kröner, Stuttgart 1983, ISBN 3-520-45201-4.
2. ↑  Lexikon der Sprachwissenschaft. 4., durchgesehene Auflage. Kröner, Stuttgart 2008, ISBN 978-3-520-45204-7.
3. ↑  Bernd Pompino-Marschall: Einführung in die Phonetik. 2. Auflage. De Gruyter, Berlin 2003, S. 42.
4. ↑  Johan 't Hart et al.: A perceptual study of intonation. An experimental-phonetic approach to speech melody. Cambridge University Press, New York u. a. 1990 (englisch).
5. ↑  Johannes Schwitalla: Gesprochenes Deutsch. Eine Einführung. In: Grundlagen der Germanistik. 3. Auflage. Band 33. Erich Schmidt Verlag, Berlin 2006.
6. ↑  Bernd Pompino-Marschall: Einführung in die Phonetik. 3. Auflage. De Gruyter, 2003, ISBN 978-3-11-022480-1, S. 246 ff.
7. ↑  The phonology and phonetics of English intonation. (Memento des Originals vom 13. Dezember 2015 im Internet Archive)  Info: Der Archivlink wurde automatisch eingesetzt und noch nicht geprüft. Bitte prüfe Original- und Archivlink gemäß Anleitung und entferne dann diesen Hinweis. (PDF; 2,9 MB), PhD thesis
8. ↑  The Kiel Intonation Model (KIM)
9. ↑  IMS (Seite nicht mehr abrufbar, festgestellt im April 2018. Suche in Webarchiven)  Info: Der Link wurde automatisch als defekt markiert. Bitte prüfe den Link gemäß Anleitung und entferne dann diesen Hinweis. Univ. Stuttgart (PDF; 203 kB); engl. Fujisaki's Intonation Model
10. ↑  H. Fujisaki, In Vocal Physiology: Voice Production, Mechanisms and Functions, Raven Press, 1988.
11. ↑  Paul A. Taylor: The rise/fall/connection model of intonation. In: Speech Communication. Band 15, 1995, S. 169–186 (englisch, ed.ac.uk [PDF; 125 kB]).